# Mamoru Miyano

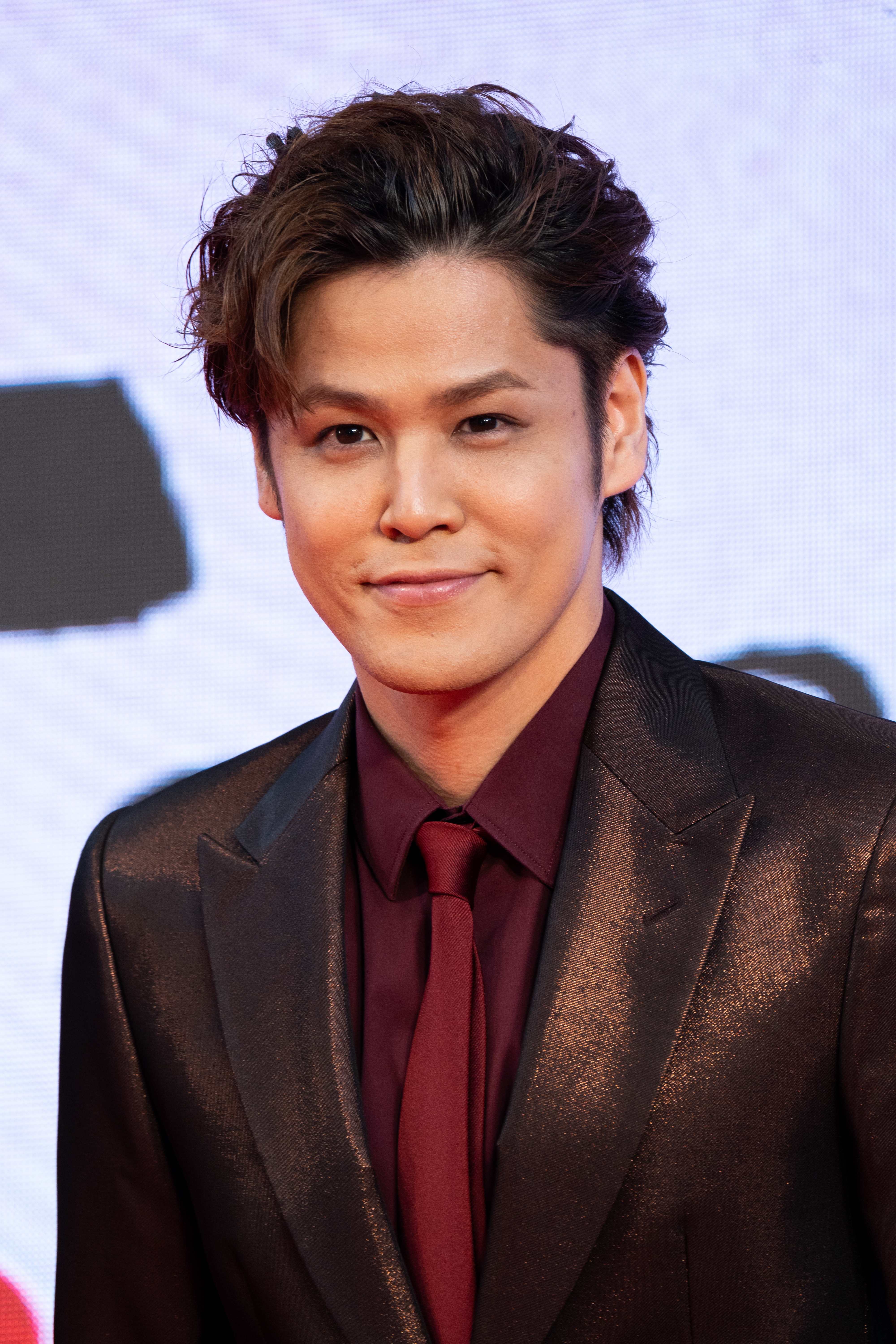
Mamoru Miyano beim Tokyo International Film Festival (2019)

Mamoru Miyano (jap. 宮野 真守, Miyano Mamoru; * 8. Juni 1983 in der Präfektur Saitama) ist ein japanischer Synchronsprecher (Seiyū), Schauspieler und Sänger. Er gehört der Agentur Gekidan Himawari an. Einige seiner bekanntesten Rollen sind Kiba in Wolf’s Rain, Tamaki Suou in Ouran High School Host Club, Light Yagami in Death Note und Death the Kid in Soul Eater. 2008 wurde er mehrfach für die Rolle des Setsuna F. Seiei in Mobile Suit Gundam 00 ausgezeichnet.
Miyano singt viele Vor-, Abspann- und Charaktersongs zu Animes, Spielen etc., seit 2007 veröffentlicht er auch Singles und Alben als Solo-Künstler. Er ist verheiratet und hat ein Kind.

## Biografie
Seine erste Arbeit als Synchronsprecher war 2001 die Rolle des Griffen in der kanadisch-US-amerikanischen TV-Serie Caitlin's Way, die für den japanischen Sender NHK übersetzt wurde. Darauf folgten 2002 Rollen im Spiel Kingdom Hearts als Riku und im Anime Shin Megami Tensei: Devil Children Light & Dark als Akira.
Miyano tritt auch in Musicals auf und steht seit 2003 immer wieder für The Prince of Tennis als Tetsu Ishida auf der Bühne.

## Rollen (Auswahl)

### Anime
- Assasination Classroom (Asano Gakushuu)
- Antique Bakery (Eiji Kanda)
- Black Butler: Book of Circus (Joker)
- Bungo Stray Dogs (Osamu Dazai)
- Chihayafuru (Taichi Mashima)
- Death Note (Light Yagami)
- Demon Slayer (Doma)
- Dragonaut -The Resonance- (Ashim Jamal)
- Durarara!! (Masaomi Kida)
- El Cazador (L.A.)
- Eureka Seven (Moondoggie)
- Eyeshield 21 (Haruto Sakuraba)
- Fire Force (Benimaru Shinmon)
- Free! Iwatobi Swim Club (Matsuoka Rin)
- Fullmetal Alchemist (Ling Yao)
- Hakushaku to Yōsei (Ulysses)
- Inazuma Eleven (Fubuki Shirō)
- Inu X Boku SS (Zange Natsume)
- Jewelpet (Keigo Tatewaki)
- K Project (Saruhiko Fushimi)
- Karneval (Yogi)
- Kimi ni Todoke 2nd Season (Kento Miura)
- Kin'iro no Corda 〜secondo passo〜 (Aoi Kaji)
- Koutetsu Sangokushi (Hakugen Rikuson)
- Kurozuka (Kuro)
- Mobile Suit Gundam 00 (Setsuna F. Seiei)
- Ouran High School Host Club (Tamaki Suou)
- Persona 5 the animation (Ryuji Sakamoto)
- Pokémon (Benny)
- Sailor Moon Crystal (Prince Demand)
- Sarazanmai (Reo Niiboshi)
- Skip Beat! (Shō Fuwa)
- Sōten Kōro (Cao Cao)
- Soul Eater (Death the Kid)
- Steins;Gate (Rintaro Okabe)
- Steins;Gate 0 (Rintaro Okabe)
- Tokimeki Memorial Only Love (Riku Aoba)
- Tokyo Ghoul (Shū Tsukiyama)
- Uragiri wa boku no namae wo shitteiru / Uraboku (Shūsei Usui)
- Uta no Prince-sama: Maji Love 1000% (Tokiya Ichinose / Hayato Ichinose)
- Uta no Prince-sama: Maji Love 2000% (Tokiya Ichinose / Hayato Ichinose)
- Vampire Knight (Zero Kiryū / Ichiru Kiryū)
- Wolf’s Rain (Kiba)
- World Destruction (Kylie Ilnis)
- Mekakucity Actors (Haruka Kokonose/Konoha/Kuroha)
- Ajin – Demi-Human (Kei Nagai)
- Overlord (Pandoras Actor)
- Haikyuu! (Atsumu Miya)
- Dragon Ball Super: Super Hero (Gamma 2)
- Oshi no Ko (Hikaru Kamiki)

### Spiele
- Onmyoji (Orochi)

## Diskografie

### Studioalben
| Jahr | Titel                               | Höchstplatzierung, Gesamtwochen, AuszeichnungChartsChartplatzierungen (Jahr, Titel, Platzierungen, Wochen, Auszeichnungen, Anmerkungen) | Anmerkungen                              |
| Jahr | Titel                               | JP | Anmerkungen                              |
| ---- | ----------------------------------- | --- | ---------------------------------------- |
| 2009 | Break                               | JP20 (3 Wo.)JP | Erstveröffentlichung: 11. März 2009      |
| 2010 | Wonder                              | JP20 (4 Wo.)JP | Erstveröffentlichung: 4. August 2010     |
| 2012 | Fantasista                          | JP4 (7 Wo.)JP | Erstveröffentlichung: 18. April 2012     |
| 2013 | Passage                             | JP6 (5 Wo.)JP | Erstveröffentlichung: 18. September 2013 |
| 2015 | Frontier                            | JP3 (6 Wo.)JP | Erstveröffentlichung: 16. September 2015 |
| 2017 | The Love                            | JP6 (10 Wo.)JP | Erstveröffentlichung: 2. August 2017     |
| 2018 | Mamoru Miyano presents M&M The Best | JP5 (9 Wo.)JP | Erstveröffentlichung: 6. August 2018     |
| 2022 | The Entertainment                   | JP6 (6 Wo.)JP | Erstveröffentlichung: 2. November 2022   |

### Singles
| Jahr | Titel Album                | Höchstplatzierung, Gesamtwochen, AuszeichnungChartsChartplatzierungen (Jahr, Titel, Album, Platzierungen, Wochen, Auszeichnungen, Anmerkungen) | Anmerkungen                             |
| Jahr | Titel Album                | JP | Anmerkungen                             |
| ---- | -------------------------- | --- | --------------------------------------- |
| 2007 | Kuon Break                 | JP47 (3 Wo.)JP | Erstveröffentlichung: 23. Mai 2007      |
| 2008 | Discovery Break            | JP24 (8 Wo.)JP | Erstveröffentlichung: 4. Juni 2008      |
| 2008 | ...Kimi e Break            | JP18 (2 Wo.)JP | Erstveröffentlichung: 3. Dezember 2008  |
| 2009 | J☆S Wonder                 | JP22 (5 Wo.)JP | Erstveröffentlichung: 29. Juli 2009     |
| 2009 | Refrain Wonder             | JP24 (3 Wo.)JP | Erstveröffentlichung: 21. Oktober 2009  |
| 2010 | Hikari, Hikaru Fantasista  | JP20 (3 Wo.)JP | Erstveröffentlichung: 8. Dezember 2010  |
| 2011 | Orphée Fantasista          | JP10 Gold (Digital) · (14 Wo.)JP | Erstveröffentlichung: 13. Juli 2011     |
| 2011 | Dream Fighter Fantasista   | JP15 (5 Wo.)JP | Erstveröffentlichung: 16. November 2011 |
| 2012 | Ultra Fly Passage          | JP13 (3 Wo.)JP | Erstveröffentlichung: 14. November 2012 |
| 2013 | Kanon Passage              | JP3 (8 Wo.)JP | Erstveröffentlichung: 10. April 2013    |
| 2014 | New Order Frontier         | JP12 (5 Wo.)JP | Erstveröffentlichung: 19. Februar 2014  |
| 2014 | Break It Frontier          | JP12 (5 Wo.)JP | Erstveröffentlichung: 12. November 2014 |
| 2015 | Shine Frontier             | JP3 (7 Wo.)JP | Erstveröffentlichung: 15. April 2015    |
| 2016 | How Close You Are The Love | JP7 (5 Wo.)JP | Erstveröffentlichung: 27. Januar 2016   |
| 2016 | Shout The Love             | JP12 (7 Wo.)JP | Erstveröffentlichung: 11. Mai 2016      |
| 2016 | Tempest The Love           | JP5 (9 Wo.)JP | Erstveröffentlichung: 12. Oktober 2016  |
| 2016 | The Birth The Love         | JP9 (6 Wo.)JP | Erstveröffentlichung: 12. Oktober 2016  |
| 2019 | Encore –                   | JP8 (10 Wo.)JP | Erstveröffentlichung: 29. Mai 2019      |
| 2020 | Last Dance –               | JP8 (6 Wo.)JP | Erstveröffentlichung: 29. Januar 2020   |
| 2020 | Hikari Sasu Hou e –        | JP5 (12 Wo.)JP | Erstveröffentlichung: 22. April 2020    |
| 2020 | Zero to Infinity –         | JP10 (7 Wo.)JP | Erstveröffentlichung: 9. Dezember 2020  |
| 2021 | 透明 –                     | JP15 (11 Wo.)JP | Erstveröffentlichung: 26. Mai 2021      |
| 2021 | Dream on –                 | JP12 (9 Wo.)JP | Erstveröffentlichung: 7. Juni 2021      |

## Auszeichnungen
- 2007: Seiyū Awards zwei Nominierungen für Light Yagami in DEATH NOTE
- 2008: Tōkyō Kokusai Anime Fair Bester Synchronsprecher für Setsuna F. Seiei in Mobile Suit Gundam 00[4]
- 2008: Seiyū Awards Bester Schauspieler für Setsuna F. Seiei in Mobile Suit Gundam 00 und Hakugen Rikuson in Kōtetsu Sangokushi